# Dominik Buch
Dominik Buch (* 10. Mai 1988 in Bochum) ist ein deutscher Schauspieler und Musiker.

## Leben

### Herkunft und Ausbildung
Dominik Buch wuchs in seiner Geburtsstadt Bochum auf. Nach seinem Abitur leistete er seinen Zivildienst in Form eines freiwilligen sozialen Jahres in der Kultur am Schauspielhaus Bochum und stand dort mehrfach als Musiker auf der Bühne.

## Wirken

### Film
Sein Filmdebüt gab Buch 2007 in der ARD-Produktion Ein spätes Mädchen mit Fritzi Haberlandt und Matthias Schweighöfer an der Seite von Frederick Lau unter der Regie von Hendrik Handloegten. Unter anderem wirkte er beim Krimiformat Wilsberg und Serien wie Der letzte Bulle, SOKO Köln oder Heiter bis tödlich mit.
In der Dramedy-Serie Club der roten Bänder, die unter anderem mit dem Grimme-Preis sowie dem Deutschen Fernsehpreis ausgezeichnet wurde, spielt Dominik Buch die Rolle des querschnittgelähmten Ruben. Buch gewann mit seinen Kollegen (Tim Oliver Schultz, Luise Befort, Matthias Brenner u. a.) zudem den Deutschen Schauspielerpreis 2016 in der Kategorie „Bestes Ensemble“ für die erste Staffel der Serie.
Mit dem Kinofilm TOTEM war Dominik Buch bei den Internationalen Filmfestspielen von Venedig nominiert für den besten Film in der „26. Settimana internazionale della critica“. Mit weiteren Kinoproduktionen war Buch auf diversen nationalen und internationalen Filmfestivals vertreten.

### Musik
Als Sänger und Songwriter tourt er mit seiner Band „hörBuch“ deutschlandweit und spielt auf Festivals. Im WDR Format „Sounds like Heimat“ war er als Songwriter tätig, um fremde Orte zu erkunden und einen Song darüber zu schreiben.

### Weitere Aktivitäten
Darüber hinaus ist Buch als Dozent für Schauspiel, Stimmschauspiel sowie den Bereich Musik & Medien an der Akademie Deutsche Pop tätig. Ferner arbeitet er als Regisseur und künstlerischer Leiter in Projekten mit Jugendlichen und Flüchtlingen.

## Filmografie (Auswahl)
- 2007: Ein spätes Mädchen (TV-Film), Regie: Hendrik Handloegten
- 2008: 112 – Sie retten dein Leben (TV-Serie), Regie: Diverse
- 2008: Der letzte Bulle (TV-Serie), Regie: Sebastian Vigg
- 2009: Anderthalb (Kurzfilm), Regie: Anna Maschlanka
- 2009: TOTEM (Kinofilm), Regie: Jessica Krummacher
- 2010: Das Ende einer Maus ist der Anfang einer Katze (TV-Film), Regie: Stefan Kornatz
- 2011: Laura Pausini - Un fatto ovvio (Musikvideo), Regie: Gaetano Morbioli
- 2011: Heiter bis tödlich: Henker & Richter (TV-Serie), Regie: diverse
- 2011: Wilsberg: Halbstark (Fernsehreihe), Regie: Hans Günther Bücking
- 2011: Puppe (Kinofilm), Regie: Sebastian Kutzli
- 2012: Familie Undercover (TV-Serie), Regie: Diverse
- 2014: SOKO Köln (TV-Serie), Regie: Daniel Helfer
- 2015: Wir Monster (Kinofilm), Regie: Sebastian Ko
- 2015–2017: Club der roten Bänder (TV-Serie), Regie: Diverse
- 2016: Der Lehrer (TV-Serie), Regie: Peter Gersina
- 2017: Familie Dr. Kleist (TV-Serie), Regie: Bodo Schwarz
- 2018: Alarm für Cobra 11 (TV-Serie), Regie: Thomas Höret
- 2019: Club der roten Bänder – Wie alles begann (Kinofilm), Regie: Felix Binder
- 2020: Anna und ihr Untermieter: Aller Anfang ist schwer (TV-Serie), Regie: Ralf Huettner